# Lushnjë
Lushnjë (eller Lushnja) er en by i præfekturet Fier i det centrale Albanien med 27.000(2011) indbyggere. Byen var tidligere  hovedstad i et distrikt af samme navn. Området omkring Lushnjë er et af Albaniens vigtigste landbrugsområder.